# Leymebamba
Leimebamba, ook Leymebamba, is een stadsdistrict van de provincie Chachapoyas, in de Peruaanse regio Amazonas. Het district heeft een oppervlakte van 371,14 km² en is gelegen op 2158 m boven zeeniveau. De zone kent een gematigd klimaat met een regenseizoen van december tot april. De gemiddelde maximale jaartemperatuur bedraagt 23 °C, en minimaal 13 °C.
Leymebamba bestaat uit negen deelgebieden (anexos), met name Chilingote, Palmira, Los Chilchos, Plazapampa, Aumuch, Ishpingo, Atuén, La Joya en Dos de Mayo.
Het oorspronkelijke dorp Leymebamba werd gesticht in het midden van de 16e eeuw, in het huidige San Miguel, de huidige locatie van het Museum van Leymebamba. De strategische ligging aan de samenloop van de rivieren Pomacochas en Atuén, die samen de rivier Utcubamba vormen, en de nabijheid bij de goudmijnen van Gollón en Santo Tomás de Quillay, beïnvloedden de stichting. Volgens kroniekschrijver Garcilaso is het woord Leymebamba een afgeleide van Raymipampa in Quechua, dat 'veld van het belangrijkste festival voor de zon' betekent.
De laatste jaren kende de bevolking een groei door de instroom van migranten uit de nabijgelegen regio Cajamarca.